# دور برگردان (فیلم ۱۹۹۷)
دور برگردان (به انگلیسی: U Turn) یک فیلم جنایی نئو-نوآر آمریکایی محصول سال ۱۹۹۷ به کارگردانی الیور استون با بازی شان پن، بیلی باب تورنتون، جنیفر لوپز، جان ویت، پاورز بوث، واکین فینیکس، کلر دینز و نیک نولتی است. این فیلم بر اساس کتاب سگ‌های ولگرد نوشتهٔ جان ریدلی ساخته شده و خودِ او فیلمنامهٔ آن را نیز نوشته است.

## داستان
موضوع دربارهٔ مردی است که درگیر رابطه با زنی می‌شود که با عشقش به پول و وضعیت بدی که دارد دچار دور برگردان می‌شود؛ بازگشت به وضعیت بداش و هزار برابر بدتر از وضعیت قبل‌اش هم برای زن قصه هم مرد قصه را در پایان مواجه‌ایم.

## تولید
این فیلم در طول نوامبر ۱۹۹۶ تا ژانویه ۱۹۹۷ در لوکیشن سوپریور، آریزونا و سایر مناطق آریزونا و کالیفرنیا، از جمله دره کواچلا، فیلمبرداری شد.

## بازخوردها
- در حال حاضر دارای امتیاز ۵۹٪ در راتن تومیتوز بر اساس ۵۴ بررسی با اجماع است.
- در متاکریتیک، بر اساس ۲۰ بررسی، امتیاز ۵۴ از ۱۰۰ را دارد که نشان دهنده نظرات ترکیبی یا متوسط است.[۱]
- تماشاگران در نظرسنجی سینماسکور به فیلم نمره متوسط "C+" در مقیاس A+ تا F دادند.[۲]
- واکنش منتقدان به این فیلم متفاوت بود. راجر ایبرت از هر چهار ستاره، ۱ و نیم ستاره به فیلم داد، و آن را «تمرینی تکراری و بی‌معنی در فیلم‌سازی ژانر» تلقی کرد.[۳] جیمز براردینلی به فیلم سه ستاره از چهار امتیاز داد و اظهار داشت: «برای کسانی که از فیلم‌های حاشیه‌ای لذت می‌برند، این فیلم دقیقاً مسیری را ارائه می‌دهد که ممکن است انتظارش را داشته باشید.» فیلمسازی با تسلط کامل بر هنر خود و با کنترل کمی بر انگیزه‌های خود.[۴]